# Cœuve
Cœuve (ancien nom allemand : Kuef) est une commune suisse du canton du Jura, située dans le district de Porrentruy.

## Géographie
Le territoire de Cœuve s'étend sur 11,63 km2. Lors du relevé de 2013-2018, les surfaces d'habitations et d'infrastructures représentaient 5,6 % de sa superficie, les surfaces agricoles 55,9 %, les surfaces boisées 38,0 % et les surfaces improductives 0,1 %.

## Histoire
En 1840, un trésor de 600 à 800 pièces de monnaie romaines du IIIe siècle est découvert au Cras Roquet. À la fin du XIIIe siècle, Cœuve, avec le reste de l'Ajoie, est détaché du comté de Ferrette et intégré à l'évêché de Bâle (seigneurie d'Ajoie jusqu'en 1792). Au XIVe siècle, la grosse dîme appartient au duc d'Autriche, qui l'inféode à Jean-Rodolphe de Morimond, plus tard aux comtes de Vignacourt. Dès le XVIe siècle, Cœuve est le chef-lieu d'une des cinq grandes mairies d'Ajoie, mairie qui comprenait sept communautés.
Le château, demeure des sires de Cœuve, est vendu en 1602 au prince-évêque de Bâle. Dépendant de Porrentruy au spirituel, Cœuve devint paroisse en 1802. L'église Saint-Jean-devant-la-Porte-Latine possède une tour en pierre de taille du milieu du XIIIe siècle ou du début du XIVe siècle. Cœuve est l'un des points chauds des Troubles (1726-1740). Après l'annexion aux départements français du Mont-Terrible puis du Haut-Rhin (1793-1813), Cœuve est rattaché au canton de Berne de 1815 à 1978. Le statut de commune mixte est adopté en 1836. La localité est restée essentiellement agricole.

## Population

### Surnom
Les habitants de la commune sont surnommés les Tiaissets, francisation de lè Tiessè, soit les poêlons (au sens de casseroles) en patois ajoulot.

### Démographie

#### Évolution de la population
Cœuve compte 718 habitants au 31 décembre 2022 pour une densité de population de 62 hab/km2. Sur la période 2010-2019, sa population a augmenté de 6,5 % (canton : 5,1 % ; Suisse : 9,4 %).  

#### Pyramide des âges
En 2020, le taux de personnes de moins de 30 ans s'élève à 35,8 %, au-dessus de la valeur cantonale (33 %). Le taux de personnes de plus de 60 ans est quant à lui de 26 %, alors qu'il est de 28,1 % au niveau cantonal.
La même année, la commune compte 360 hommes pour 380 femmes, soit un taux de 48,6 % d'hommes, inférieur à celui du canton (49,5 %).
| Hommes | Classe d’âge | Femmes |
| ------ | ------------ | ------ |
| 0,3    | 90 ans ou +  | 1,1    |
| 8,3    | 75 à 89 ans  | 8,7    |
| 16,1   | 60 à 74 ans  | 17,4   |
| 22,5   | 45 à 59 ans  | 18,7   |
| 17,8   | 30 à 44 ans  | 17,6   |
| 17,2   | 15 à 29 ans  | 16,1   |
| 17,8   | - de 14 ans  | 20,5   |

| Hommes | Classe d’âge | Femmes |
| ------ | ------------ | ------ |
| 0,7    | 90 ans ou +  | 1,7    |
| 7,8    | 75 à 89 ans  | 10,1   |
| 17,7   | 60 à 74 ans  | 18,1   |
| 21,1   | 45 à 59 ans  | 21,4   |
| 18,1   | 30 à 44 ans  | 17,3   |
| 18,9   | 15 à 29 ans  | 16,9   |
| 15,7   | - de 14 ans  | 14,5   |

## Monuments
- Le château de Cœuve[8]
- Les lavoirs